# José María Morelos y Pavón
José María Teclo Morelos y Pavón (Valladolid, 30 settembre 1765 – San Cristóbal Ecatepec, 22 dicembre 1815) è stato un presbitero e patriota messicano.
Fu un sacerdote liberale che comandò il movimento indipendentista del Messico dalla morte di Miguel Hidalgo y Costilla fino a quando venne processato dall'inquisizione e venne fucilato dall'esercito spagnolo.

## Rivoluzione messicana
Il 16 settembre del 1810 Miguel Hidalgo, con il Grito de Dolores, diede il via alla guerra d'indipendenza del Messico. Ad Acámbaro, Hidalgo fu proclamato Generalisimo mentre Ignacio Allende fu dichiarato Capitano Generale.
Morelos allora chiese a Hidalgo di unirsi alle proprie truppe, ma il Generalisimo gli diede l'ordine di raccogliere uomini e prendere la città di Acapulco, così da impedire le comunicazioni con le Filippine.
Alla morte di Hidalgo, Morelos prese il controllo dell'esercito rivoluzionario e riuscì a sconfiggere più volte l'esercito spagnolo.
Il 13 settembre 1813 presentò al congresso di Chilpancingo il proprio documento chiamato i Sentimenti della Nazione; questo doveva essere la base per la prima Costituzione del Messico libero. Il congresso gli offrì il titolo di generalissimo e quello di Sua altezza serenissima, ma egli rifiutò, chiedendo di essere chiamato Servo della nazione.
Dopo alcune sconfitte, fu fatto prigioniero e fucilato il 22 dicembre del 1815 a San Cristóbal Ecatepec.